# Eugene Porter
Eugene Porter est un personnage principal de la série télévisée The Walking Dead. Il est interprété par Josh McDermitt et doublé en version française par Ludovic Baugin.

## Biographie fictive

### Saison 4
Eugene Porter se présente comme un scientifique qui étudie le virus des rôdeurs, et dont il prétend pouvoir stopper la pandémie. Il fait partie du groupe (apparemment amputé de membres précédemment décédés) du sergent Abraham « Abe » Ford et de sa compagne Rosita Espinosa, qui l'escortent vers Washington, D.C. et sont dévoués à sa protection.
La création du groupe est révélée dans un retour en arrière du passé d'Abraham (quand il venait de perdre sa femme et ses enfants, dévorés par des rôdeurs), qui est appelé à l'aide par Eugene, poursuivi par des rôdeurs, tandis qu'il s’apprêtait à se suicider avec son arme à feu pour rejoindre sa famille. Eugene lui a alors redonné une raison de vivre en lui parlant d'une « mission » à accomplir pour trouver une solution à la pandémie (et donc, se débarrasser de la menace des rôdeurs). Rosita sera recrutée sur leur chemin.
Ensemble, ils apparaissent après leur rencontre de Glenn (affaibli et évanoui) et Tara, qu'ils sauvent d'une attaque de rôdeurs et emportent dans leur camion militaire. Eugene accepte de suivre Glenn vers le Terminus, décision favorisée quand à l'arrêt, Eugene cloue involontairement le camion sur place après avoir tiré accidentellement dans le réservoir face à des rôdeurs : ils rencontreront Maggie, Sasha et Bob, puis iront immédiatement aider Glenn et Tara qui les précèdent. Leur groupe sera le premier à arriver au Terminus.
Lors de l'épisode final, quand Rick, Carl, Daryl et Michonne sont faits prisonniers et contraints à s'enfermer dans un wagon, Eugene s'y trouve avec les autres.

### Saison 5
Nous retrouvons Eugene dans le wagon A avec les autres membres du groupe, qui l'interrogent sur la contagion et ses solutions. Lorsque Sasha lui demande comment il compte éradiquer la maladie, Eugene lui explique vaguement des processus scientifiques compliqués et avance que leur compréhension serait hors de la portée d'individus qui n'ont pas la même expérience que lui.
Il parvient à fuir le Terminus avec les autres membres du groupe. Dans l'épisode 3, tandis qu'une partie du groupe est partie pour aller tendre un piège à Gareth et ses acolytes, il reste dans l'église du père Gabriel protégée par Rosita, Carl et Tyreese. 
À la fin de l'épisode, il quitte l'église du père Gabriel en bus en direction de Washington, accompagné d'Abraham, Rosita, Tara, Glenn et Maggie.
Dans l'épisode 5, après l'accident qu'ils subissent et couche le bus sur son côté, Eugene est contraint malgré sa peur de se défendre face aux rôdeurs, et parvient même à défendre Tara. Après l'attaque, il propose au groupe de retourner vers l'église, qui n'est qu'à 25 km derrière eux, mais renonce cependant face au refus catégorique d'Abraham. Plus tard, tandis qu'ils se sont réfugiés dans une bibliothèque pour y passer la nuit et qu'Eugene est en train de regarder Abraham et Rosita (qui y semblent habitués et ne s'en formalisent pas) en plein acte sexuel, Tara qui venait le remercier de l'avoir sauvée, le surprend. Ils discutent tous les deux, et il finit par lui avouer qu'il est responsable de l'accident du bus : en effet, Eugene avait mis des morceaux de verre dans la conduite de carburant avant leur départ afin d'empêcher le bus de démarrer, mais lui précise qu'il ne pensait pas que l'accident serait aussi violent. Lorsque Tara lui demande pourquoi il a fait cela, il lui répond qu'il ne peut pas survivre seul et que s'il n'avait pas sa mission à accomplir, il n'aurait aucune valeur aux yeux de ses compagnons. Tara le contredit et lui dit qu'elle le considère comme un ami. Elle lui fait promettre de ne pas reproduire ce genre de choses et promet quant à elle de ne rien dire aux autres membres du groupe à propos de ce secret.
Au petit matin, le groupe trouve un camion de pompier. Abraham parvient à le démarrer mais après avoir brièvement avancé, le camion s'arrête. Cette manœuvre a cependant débloqué une porte derrière laquelle des rôdeurs étaient enfermés. Le groupe parvient à les maîtriser grâce à Eugene, qui prend l'initiative d'utiliser la puissance de la lance d'incendie du camion pour les réduire en pièces.
Le groupe reprend la route, mais après que le camion se soit à nouveau arrêté, ils constatent que leur route est bloquée par une horde de rôdeurs qu'ils aperçoivent au loin. Abraham veut prendre cette route malgré tout et refuse de faire un énième détour. Or, les autres membres du groupe ne veulent pas le suivre cette fois-ci. Abraham agrippe Eugene par le bras, déterminé à faire ce qu'il a prévu de faire. Glenn refuse et s'oppose à lui. Alors qu'ils s'apprêtent à en arriver aux mains, Eugene déclare qu'il n'est pas un scientifique. Face aux visages incrédules de ses compagnons, Eugene explique qu'il a menti depuis le début, qu'il est certes plus intelligent que les autres mais qu'il est incapable de stopper l'épidémie. Il justifie son mensonge en déclarant qu'il pensait que Washington serait un endroit plus sûr pour tous les survivants et qu'il a conscience que des personnes sont mortes en essayant de l'emmener là-bas. Abraham, désespéré car il avait placé tous ses espoirs en lui, le frappe alors violemment au visage. Eugene, assommé, s'effondre sur le bitume. L'épisode 5 s'achève sur le groupe qui tente de ranimer Eugene, ne sachant pas s'il est encore en vie, et Abraham qui s'effondre en larmes sur la route.
Dans l'épisode 7, le groupe GREATM (Glenn, Rosita, Eugene, Abraham, Tara et Maggie), nommé ainsi par Tara pour penser à autre chose, est toujours coincé sur la route avec Eugene, inconscient à la suite de la rossée reçue par Abraham.
Dans l'épisode 8, le groupe GREATM a réparé le camion de pompier et se rend au Grady Memorial Hospital en passant par l'église Saint-Sarah. Eugene étant toujours inconscient sur une banquette du camion.
Durant leur marche vers la capitale, Eugene ne fait pas partie du petit groupe qui fait un crochet vers la communauté de Richmond afin d'y raccompagner Noah. La communauté du jeune homme tombée durant son absence, et Tyreese mort sur le retour en urgences des suites d'une amputation post-morsures, Eugene assiste avec lui et les autres à l'enterrement de Ty, officiée par le père Gabriel.
Dans l'épisode 10, alors qu'un inconnu (qui se révélera être Aaron) a laissé des bouteilles d'eau avec un mot au groupe affaibli de Rick sur leur route, Eugene tente d'en boire mais Abraham lui éjecte d'un geste la bouteille des mains, par précaution.
Comme le reste du groupe, Eugene atteint avec Aaron et son compagnon Eric la zone de sûreté d'Alexandria à la fin de l'épisode 11.
Dans l'épisode 14, Eugene part malgré lui en ravitaillement pour récupérer un modèle spécifique de batterie pour les problèmes d'électricité, accompagné de Glenn, Noah, Tara, Aiden et Nicholas. Sur place, Aiden croise un rôdeur en armure antiémeute et lui tire dessus sans réaliser qu'il porte des grenades sur lui : cela provoque une explosion qui l'empale sur des barres de fer et plonge Tara dans le coma. Eugene, tandis que les autres membres valides décident d'aller secourir Aiden, est chargé de son côté de sortir Tara et de la mettre en sécurité dans leur camionnette, éliminant au pistolet les rôdeurs sur sa route. Il vient à la rescousse de Noah, Glenn et Nicholas, coincés dans une porte tambour et encerclés par des rôdeurs, en attirant les morts-vivants du côté extérieur sur lui avec un CD de musique d'Aiden. Malheureusement, la lâcheté de Nicholas causera entretemps la mort de Noah. Eugene retrouve quelques minutes plus tard Nicholas, qui a abandonné les autres et prétend leur mort, puis lui intime de quitter les lieux. Eugene, qui est descendu du véhicule et se montre sceptique, essaie de se saisir de son arme. Mais il n'est pas assez rapide et se fait éjecter hors du chemin par Nicholas qui tente de partir sans lui : c'est à ce moment-là que Glenn arrive pour l'éjecter à son tour et l'assommer en le cognant. Sur leur retour avec Tara, Eugene tient Nicholas en respect avec son pistolet pendant que Glenn conduit.
Dans l'épisode final, il a enfin une discussion calme avec Abraham et lui dit qu'il a compris : que désormais, il allait prendre sur lui et faire ce qu'il n'a jamais fait avant.

### Saison 6
Dans cette saison, Eugene est devenu méfiant, hésitant à faire rentrer Heath, Scott et Annie à Alexandria.
Il surprend incidemment la conversation de Carter, Spencer, Olivia, Tobin et Francine qui consiste à tuer Rick, mais fait tomber un objet et est repéré : Eugene est menacé d'être abattu par Carter, mais est sauvé à pont nommé par l'arrivée de Rick, Daryl et Morgan dans l'entrée.
Lors de l'attaque des Wolves, il reste avec Tara et le docteur Denise Cloyd en tant qu'assistant, surtout parce qu'il a peur de combattre.
Eugene suit par la suite le cours d'entraînement à la machette donné par Rosita, mais sa peur de se faire tuer en fait un mauvais élève. À la mi-saison (lors de l'invasion des rôdeurs de la carrière), Rosita, Tara et lui se cachent dans un garage à proximité de la prison : ils surprennent le meneur des Wolves, Owen (que Morgan retenait secrètement prisonnier depuis leur attaque), en train de menacer Denise et parvenant à fuir avec elle, au grand désarroi de Tara.
La nuit, quand Rick suivi par un nombre croissant d'habitants repousse la horde, Eugene prend part au combat avec une machette. Ils finiront par récupérer la zone de sûreté.
Quelque temps après, Abraham et Eugene font équipe et trouvent un atelier où il serait potentiellement possible de fabriquer des munitions. Après une dispute autour d'un rôdeur à achever, les deux se séparent fâchés.
De retour vers Alexandria, Denise poignarde maladroitement un rôdeur pour récupérer une glacière. Pendant qu'elle réplique aux reproches que lui fait Rosita pour son geste, une flèche d’arbalète lui transperce la tête par l'arrière. En même temps, une douzaine de Sauveurs menée par Dwight sortent alors d'un bois : ils tiennent Eugene en otage. Daryl et Rosita rendent leurs armes devant le nombre. Mais une diversion d'Eugene, qui ose mordre Dwight à l'entrejambe, permet à Abraham caché dans les bois, d'abattre un des Sauveurs et à Daryl et Rosita de se réarmer dans la confusion. Il s'ensuit un échange de tirs qui voit la retraite de Dwight et quatre de ses compagnons. Eugene touché par une balle est rapatrié par Daryl, Rosita et Abraham, qui se réconcilie avec lui à son réveil dans l'infirmerie et reconnait l'audace de son geste.
Dans l'épisode final Dernier jour sur Terre, il conduit Maggie affaiblie et malade à la Colline. Entouré par les Sauveurs qui bloquent les routes menant vers la Colline, Eugene part seul avec le camping-car pour faire diversion. Malgré cela Rick, Abraham, Carl, Aaron, Sasha et Maggie tombent finalement dans le guet-apens de Negan. Eugene (capturé de son côté) les rejoint, suivi à leur tour de Daryl, Rosita, Michonne et Glenn, puis ils attendent tous à genoux la sentence de Negan. Après un discours sous haute tension, Negan fait son choix et sa batte « Lucille » s'abat alors sur Abraham, puis Glenn.

### Saison 7
À la suite des exécutions de ses amis puis constatant avec les autres leur impuissance à réagir après la confiscation de leurs munitions et armes, Eugene redevient aussi timoré qu'avant.
Réticent à confectionner secrètement une balle pour Rosita grâce à la fabrique trouvée précédemment avec Abraham, il se laisse pourtant convaincre.
Lorsque Rosita, qui s'est procuré une arme à l'insu des autres, échoue à abattre Negan entre les exécutions de Spencer et Olivia, Eugene est contraint de se dénoncer pour empêcher d'autres morts. Laissant planer un instant le doute sur sa prochaine action envers lui, Negan cerne pourtant son potentiel et choisit de l'utiliser au lieu d'abattre Lucille sur lui : les Sauveurs emmènent Eugene et l'installent au Sanctuaire, chaperonné par Laura.
Après avoir été tenté par les attentions et les encouragements du chef des Sauveurs, il rejoint volontairement sa cause et devient « Negan » en tant qu'un de ses lieutenants : Negan fonde alors en lui beaucoup d'attentes.
Alors que Sasha, faite prisonnière après son assaut suicide raté contre les Sauveurs, lui implore de l'aider à tuer Negan ou à se suicider, Eugene se tient en retrait : il finit cependant par lui donner la substance létale qu'il avait auparavant préparé à la demande d'une femme du Sanctuaire. Il accompagne le cercueil de Sasha avec Negan et ses hommes vers Alexandria. Face à ses anciens compagnons et avant le déclenchement de la bataille, Eugene prend fait et cause pour les Sauveurs. Il fuit la bataille et rejoint indemne le Sanctuaire.

### Saison 8
Tandis que les trois factions attaquent puis assiègent le Sanctuaire avec des rôdeurs (et que Negan se retrouve coincé hors du bâtiment), ses lieutenants (dont Eugene) gèrent temporairement mais de plus en plus mal la situation tandis qu'ils ont la certitude de la présence d'un traître dans leurs rangs : seul Eugene a une capacité de raisonnement assez élevé pour démasquer Dwight (sans toutefois le dénoncer, lui laissant l'occasion de se rattraper). Assistant cependant au désastre provoqué par l'attaque au camion-bélier de Daryl et Tara, il rentre dans une crise de rage et embrasse pleinement la cause de Negan.
Depuis le retour de son chef accompagné du père Gabriel qui finit cloué à l'infirmerie, il subit des pressions de chacun d'entre eux (l'un pour trouver une solution à leur problème, l'autre en lui tendant la main pour se repentir et l'aider à libérer le Dr Harlan Carson pour le ramener à la Colline dans l'intérêt de l'enfant à naître de Maggie) : Eugene conçoit dans son coin un plan pour les Sauveurs et se sert du lecteur musical laissé dans le premier cercueil de Sasha (dont il revoit l'image en rôdeur dans sa tête), et le fixe à un avion téléguidé bricolé de ses mains afin d'attirer les rôdeurs au loin. Son plan échoue par l'intervention de Dwight qui, menaçant de le tuer s'il le met à exécution, choisit cependant d'abattre l'avion quand Eugene prend le risque.
Par après, victime de sa conscience qui lui provoque des insomnies malgré l'aide de l'alcool, il finit également par concevoir un plan dans son coin afin de permettre sans se compromettre personnellement, au père Gabriel et à Harlan Carson de s'enfuir tous les deux pour rejoindre la Colline, au motif intéressé d'arriver à fermer l’œil.
Negan a cependant des doutes sur sa participation à l'évasion, mais lui confie quand même la direction du nouvel avant‑poste servant de fabrique de munitions, secondé par Regina.
Lorsque Gabriel, partiellement aveugle à cause de son infection, est recapturé et emmené seul (Harlan Carson ayant été tué dans une tentative de fuite), il est assigné à contrecœur comme ouvrier à la fabrique d'Eugene (à un poste de la chaîne de production ne nécessitant que son sens du toucher) : le prêtre sabote alors toutes les balles passant à sa portée, mais Eugene s'en rend vite compte et le condamne à rester assis et inutile, à l'écart. Durant le temps passé à l'avant-poste, Eugene l'accable de reproches et remet en cause sa foi.
À la fin de la huitième saison, il est enlevé à proximité de la fabrique par Daryl et Rosita, qui lui révèle qu'il est considéré (à raison) comme un traitre par ses anciens amis et condamné à la réclusion à vie : cela lui provoque un choc, et Eugene leur échappe en se faisant vomir sur Rosita puis en se cachant dans des cendres. Il retourne à la fabrique et, à l'instar de Gabriel qui y avait échoué avant lui, sabote toute la production de munitions à l'insu de tous (après avoir appris à son retour par Regina que Negan prévoit finalement d'éradiquer ses anciens amis, et donné le change auprès d'elle en ne s'en émouvant pas).
Eugene accompagne Negan, Laura, Dwight et Gabriel vers le piège tendu à Rick et son groupe, partis pour tuer le chef des Sauveurs. En chemin, Eugene empêche une tentative d'évasion de Gabriel (qui malgré son handicap, voulait prévenir ses amis du traquenard et le supplie de le laisser partir) et le ramène à Negan. Durant la rencontre finale entre les Sauveurs et la milice de Rick, les Sauveurs sont tous blessés par leurs armes (à cause des balles défectueuses) quand ils se mettent à tirer, ce qui sauve les alliés de Rick et assurera la victoire contre les Sauveurs. Eugene est de suite démasqué mais protégé par Gabriel et Dwight, ainsi que sauvé par Rosita qui, apprenant de sa bouche son geste et des raisons de son revirement (Eugene rendant toutefois crédit à Gabriel pour l'idée du sabotage), le cogne quand même en pleine figure après la bataille, en souvenir du vomi.

### Saison 9
Un an et demi après la fin des conflits, Eugene seconde Daryl qui dirige le Sanctuaire, et l'aide à gérer les soucis qui se présentent : il le tient informé des troubles provoqués par des sympathisants anonymes de Negan, qui marquent ponctuellement son cri de ralliement sur les murs.
Eugene a un rôle de premier plan dans la construction du pont amorcée par Rick : il mène toute la logistique du projet et fait le point avec Rick concernant les différentes hordes.
Lorsque des impondérables menacent la construction du pont et qu'Eugene fait part de ses estimations raisonnables à Rick, il s'excuse de ne pas pouvoir en faire plus mais, Rick le contredit en le remerciant de tous ses efforts. Il fait partie des survivants du camp à se lancer à la rescousse de Rick en suivant les ordres de Maggie, mais assiste sans pouvoir l'empêcher à l'explosion du pont et la disparition de leur meneur.
Six ans plus tard, Eugene (qui porte maintenant une queue de rat et adopte une allure plus aventurière) réapparaît dans les bois en compagnie d'Aaron, Rosita et Laura (anciennement Sauveur, devenue entretemps membre d'Alexandria) tandis que la petite Judith, qui s'est brièvement absentée, leur ramène le groupe de Magna poursuivi par des rôdeurs : Eugene s'est endurci et se révèle hardi, n'hésitant pas à aller spontanément et avec sang-froid s'occuper personnellement d'un rôdeur en approche en l'achevant net et sans bavure au contact (ce dont il était pratiquement incapable auparavant).
En parallèle de l'escorte (menée par Michonne et Siddiq) du groupe de Magna vers la Colline, il part en mission officieuse avec Rosita à l'initiative de Gabriel (devenu le compagnon de celle-ci) pour installer des relais radio : sur le trajet aller, Eugene discute avec elle de son couple, remettant en question leur compatibilité (Gabriel étant un homme de foi contrairement à Rosita, plus factuelle et terre-à-terre) et laissant sous-entendre son intérêt (explicitement non réciproque) pour elle.
Alors qu'Eugene est en train d'achever l'installation d'un relais au sommet d'une tour, ils se font surprendre par l'arrivée d'une horde de rôdeurs. Dans la précipitation, son échelle tombe et il se retrouve contraint de chuter d'une hauteur risquée pour rejoindre la terre ferme : il se luxe le genou en se réceptionnant. Incapable dans son état de distancer les morts‑vivants (leurs chevaux ayant fui), Rosita et lui sont les premiers survivants de leur groupe à être confrontés aux Chuchoteurs : dissimilés plus tard et plus loin dans de la boue et faisant les morts, ils entendent distinctement au milieu des râles et grognements de la horde qui passe des « chuchotements » humains, qui s'échangent des instructions pour les retrouver.
Lorsque, plus tard, Jesus et Aaron de sortie aperçoivent une fusée de détresse, ils trouvent Rosita toujours poursuivie et à peine consciente, qui leur apprend avant de s'évanouir qu'Eugene est blessé et laissé derrière dans une grange non déterminée. Après l'avoir emmenée à la Colline auprès d'Enid, un groupe de sauvetage composé de Jesus, Aaron, Daryl (à la demande du précédent) et son familier (un berger allemand nommé sobrement « Clebs ») part à la recherche d'Eugene.
Il est retrouvé au soir par l'équipe de recherche, qui a également constaté sur son trajet le comportement étrange des « rôdeurs » qui les suivent et apprend d'Eugene leur capacité à parler. Le genou luxé d'Eugene les ralentissant trop pour pouvoir semer la horde qui les poursuit, Daryl reste derrière avec Clebs pour la détourner d'eux et leur faire gagner du temps. Eugene, Aaron et Jesus se retrouvent cependant piégés dans un cimetière et affrontent les rôdeurs (qui ont sciemment ignoré les tentatives de diversion de Daryl et les aboiements de Clebs). Ils sont rejoints par Michonne, Yumiko et Magna qui, de l'extérieur, aident Eugene à décoincer la grille d'entrée tandis qu'Aaron et Jesus affrontent au corps-à-corps l'avancée des morts. Il assiste impuissant au meurtre de Jesus par l'un d'eux, et à la révélation de Daryl sur l'origine de ces « Chuchoteurs » (en réalité, des survivants grimés en rôdeurs avec des restes et un masque de peau humaine, qui vivent dissimulés parmi eux en adoptant leurs comportements). Le groupe d'Eugene est ensuite encerclé près du corps de Jesus.